# Na Ah-reum
Dans ce nom coréen, le nom de famille, Na, précède le nom personnel.
Na Ah-Reum, née le 24 mars 1990 dans la province de Jeolla du Nord, est une coureuse cycliste sud-coréenne. Championne d'Asie du contre-la-montre en 2012, elle a représenté la Corée du Sud lors de la course en ligne des Jeux olympiques de Londres, dont elle a pris la treizième place.

## Palmarès sur piste

### Championnats du monde
- Copenhague 2010
  - 7e du scratch
  - 12e de la poursuite individuelle
- Pruszków 2019
  - 14e de la poursuite par équipe[1]

### Coupe du monde
- 2011-2012
  - 1er de la course aux points à Astana
  - 3e du scratch à Cali

- 2019-2020
  - 3e de la poursuite par équipes à Hong Kong

### Championnats d'Asie
- 2010
  -  Championne d'Asie de l'omnium
  -  Médaillée d'argent de la poursuite par équipes
  -  Médaillée d'argent de la poursuite individuelle
- 2011
  -  Championne d'Asie de la course aux points
  -  Médaillée d'argent de la poursuite par équipes
- Astana 2014
  -  Médaillée d'argent de la poursuite par équipes
  -  Médaillée de bronze de la poursuite individuelle
- Jakarta 2019
  -  Championne d'Asie de poursuite par équipes (avec Kim You-ri, Jang Su-ji et Lee Ju-mi)
  -  Médaillée d'argent de l'américaine
- Jincheon 2020
  -  Championne d'Asie de poursuite par équipes (avec Kim Hyun-ji, Jang Su-ji et Lee Ju-mi)
  -  Médaillée d'argent de la course aux points
  -  Médaillée de bronze de l'américaine
- New Delhi 2022
  -  Championne d'Asie de poursuite par équipes (avec Lee Ju-mi, Kim You-ri, Shin Ji-eun et Kang Hyun-kyung)
  -  Médaillée d'argent de l'américaine
- Nilai 2023
  -  Médaillée d'argent de l'américaine
  -  Médaillée de bronze de la poursuite par équipes

### Jeux asiatiques
- Incheon 2014
  -  Médaillée d'argent de la poursuite par équipes
  -  Médaillée de bronze de l'omnium
- Jakarta 2018
  -  Médaillée d'or de la poursuite par équipes (avec Kim You-ri, Kim Hyun-ji et Lee Ju-mi)
  -  Médaillée d'or de l'américaine (avec Kim You-ri)
- Hangzhou 2022
  -  Médaillée de bronze de la course à l'américaine (avec Lee Ju-mi)

### Championnats nationaux
- 2019
  -  Championne de Corée du Sud de l'américaine (avec Jang Su-ji)
- 2020
  -  Championne de Corée du Sud de poursuite par équipes (avec Yun Hyekyeong, Jang Suji et Kim Minhwa)
  -  Championne de Corée du Sud de l'américaine (avec Jang Su-ji)

## Palmarès sur route
- 2008
  -  Championne d'Asie sur route juniors
  -  Championne d'Asie du contre-la-montre juniors
- 2012
  -  Championne d'Asie du contre-la-montre
  - 2e du Tour of Zhoushan Island II
- 2013
  -  Championne de Corée du Sud sur route
- 2014
  -  Championne d'Asie du contre-la-montre
  -  Médaillée d'or du contre-la-montre aux Jeux asiatiques
  -  Championne de Corée du Sud sur route
- 2015
  -  Championne d'Asie du contre-la-montre
- 2016
  -  Championne d'Asie sur route
  - 2e de l'Enfer du Chablais
- 2017
  -  Championne de Corée du Sud sur route
  -  Médaillée d'argent du championnat d'Asie sur route
  - 2e du Championne de Corée du Sud du contre-la-montre
- 2018
  -  Médaillée d'or de la course en ligne aux Jeux asiatiques
  -  Médaillée d'or du contre-la-montre aux Jeux Asiatiques
  -  Championne de Corée du Sud sur route
  -  Championne de Corée du Sud du contre-la-montre
- 2019
  -  Championne d'Asie du contre-la-montre par équipes
  -  Médaillée d'argent du championnat d'Asie sur route
- 2023
  -  Médaillée d'argent du championnat d'Asie du contre-la-montre
  -  Médaillée d'argent de la course en ligne aux Jeux asiatiques

### Classement mondiaux
| Année                                 | 2012 | 2013 | 2014 | 2015 | 2016 | 2017 | 2018 | 2019 | 2020 | 2021 | 2022 | 2023 |
| ------------------------------------- | ---- | ---- | ---- | ---- | ---- | ---- | ---- | ---- | ---- | ---- | ---- | ---- |
| Classement UCI                        | 63e  | 228e | 168e | 212e | 132e | 137e | 76e  | 133e | 213e | 758e | 632e | 87e  |
| UCI World Tour                        |      |      |      |      | nc   | nc   | nc   | 201e | nc   | nc   | nc   | nc   |
|                                       |      |      |      |      |      |      |      |      |      |      |      |      |
| Légende : nc = non classéSource : UCI |      |      |      |      |      |      |      |      |      |      |      |      |